# Eccidio della Bettola
L'eccidio della Bettola fu un crimine di guerra nazista avvenuta in località La Bettola, nell'Appennino reggiano, il 24 giugno 1944, durante la quale vennero uccisi 32 civili.

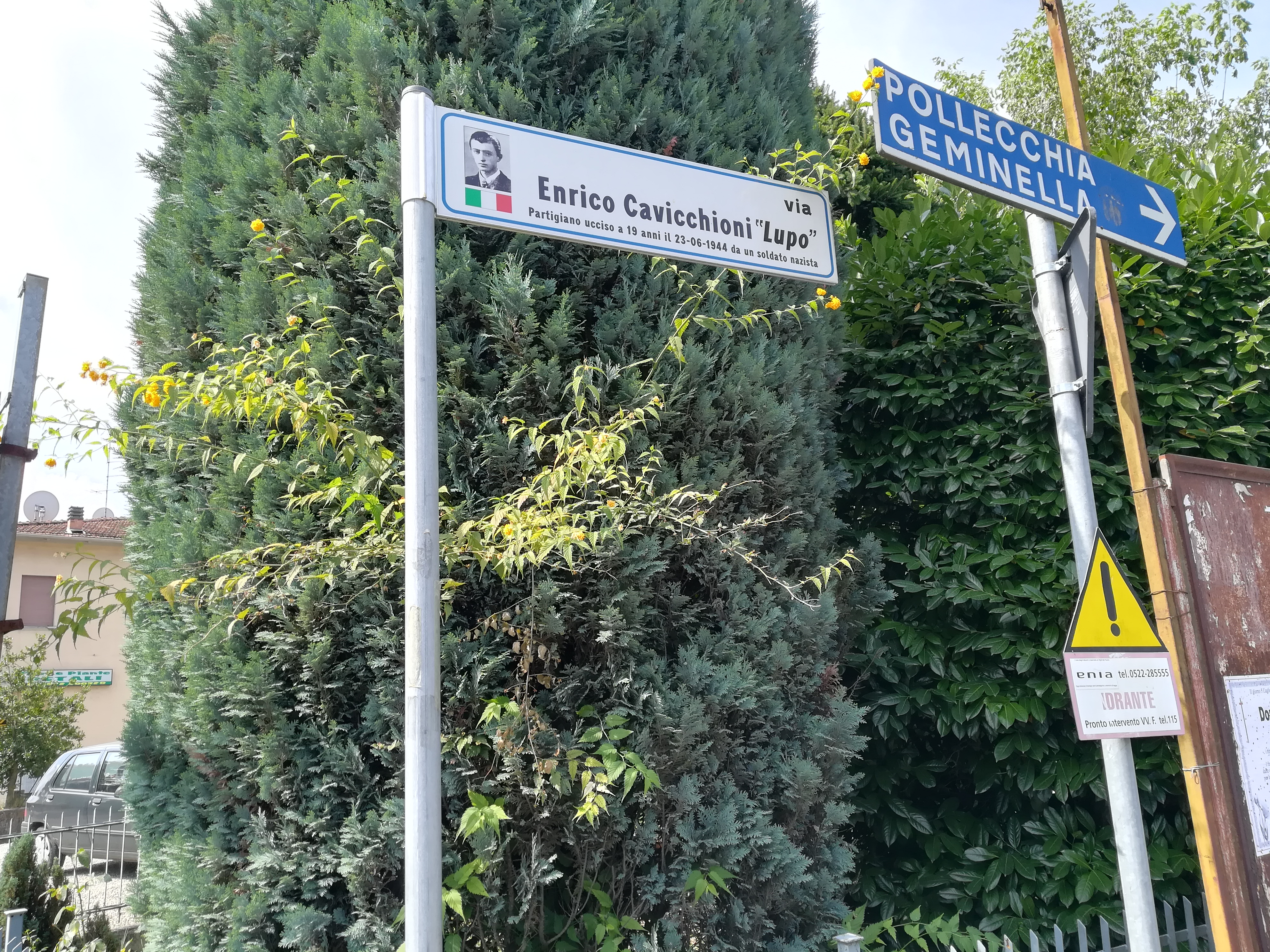
Strada a Vezzano sul Crostolo dedicata al partigiano Cavicchioni

## Storia

### Antefatti
Il 22 giugno venti garibaldini della squadra Celere del distaccamento "Gaetano Bedeschi" comandata da Enrico Cavicchioni, detto “Lupo”, un ragazzo di 19 anni, partì da Ligonchio con l'incarico di far saltare un ponte in muratura sulla strada statale 63, nella località La Bettola di Vezzano sul Crostolo, proprio al confine con il comune di Casina. L'obiettivo era quella di isolare il presidio della Feldgendarmerie tedesca dislocata in funzione anti-partigiana a Casina, lungo la strada del Cerreto. Preparando la demolizione del ponte, che si trovava proprio di fronte a una locanda che ospitava molti sfollati dalle città, la squadra scavò delle buche per posizionarvici la dinamite e fece allontanare dalla locanda gli avventori che vi si trattenevano. Complice lo scarso addestramento con gli esplosivi, tuttavia, il tentativo fallì e i danni al ponte furono limitati. La squadra decise dunque di lasciare la località e fare ritorno a Ligonchio. Il giorno seguente i nazisti si recarono alla locanda ipotizzando di trovare dei partigiani nascosti. Non riconoscendone nessuno si allontanarono.
La sera del 23 giugno, la squadra Celere tornò per completare la demolizione del ponte. I tedeschi, vista l’azione della giornata precedente, inviarono una camionetta per pattugliare la zona che incrociò verso le 21:45 il gruppo di partigiani e ci fu uno scontro a fuoco che vide la morte di due nazisti e di tre partigiani, il comandante "Lupo" e due combattenti, Pasquino Pigoni "Maestro" e Guerrino Orlandini "Drago". Nel frattempo due tedeschi, scampati allo scontro, raggiunsero il proprio comando riferendo di essere stati attaccati dai partigiani. Alle ore 23:15 dello stesso giorno si mossero da Casina, autotrasportati, una cinquantina su centoquaranta dei militari tedeschi presenti.

### L’eccidio

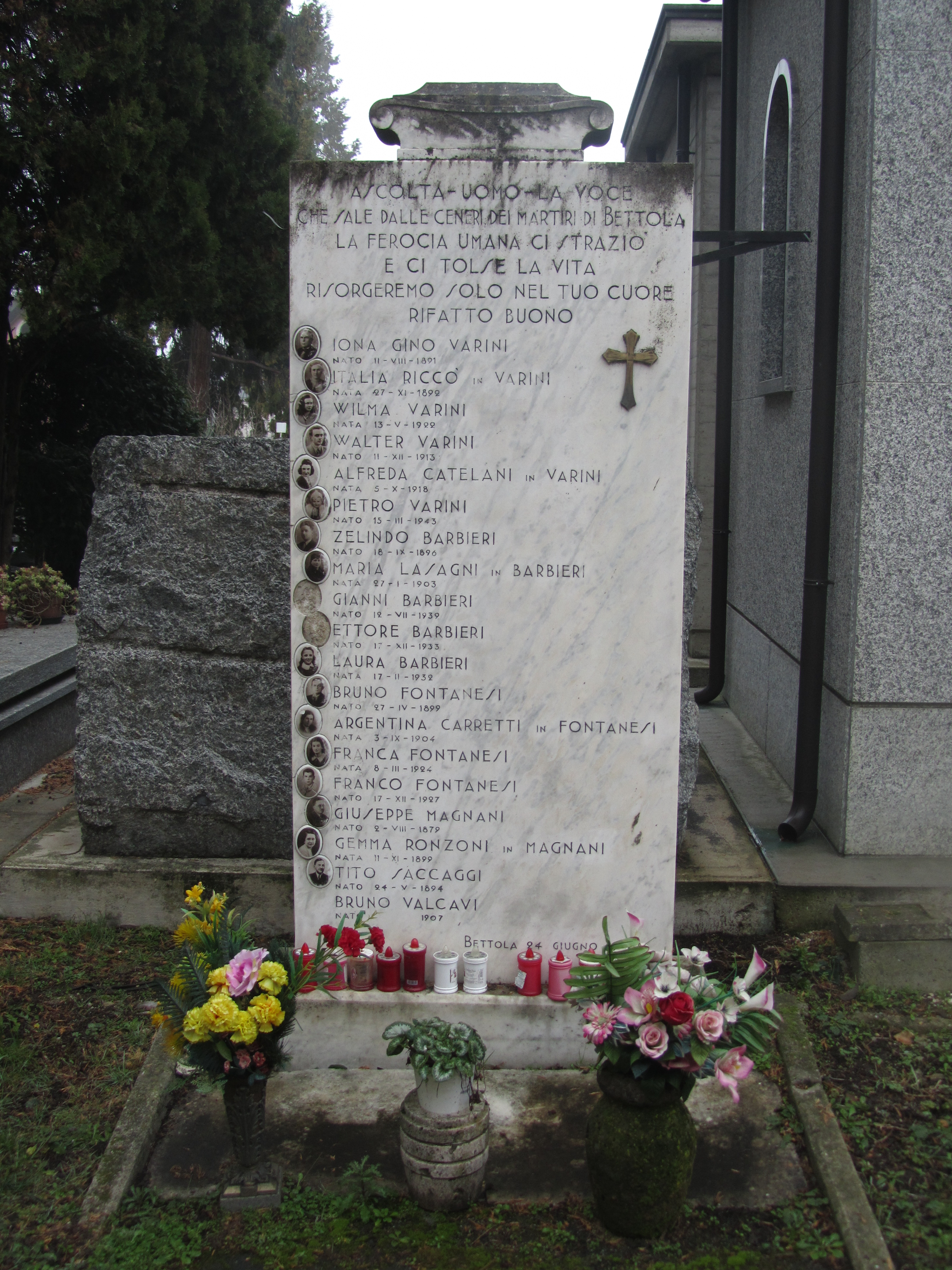
Tomba collettiva delle vittime reggiane dell'eccidio della Bettola al cimitero monumentale di Reggio nell'Emilia.

Verso le 01:00 del 24 giugno, i militari tedeschi circondarono la locanda e alcune case nei pressi. Le trentadue persone, tutte ospiti de La Bettola, vennero prese in ostaggio e costrette a rimanere a lungo a terra, mentre i nazisti irrompevano nelle abitazioni vicine. In quella della famiglia Prati uccisero il proprietario Ligorio e sua moglie Felicita Prandi, di 70 e 74 anni, insieme alla figlia Marianna, depredando poi la casa e incendiandola successivamente. Colpirono anche la nipote dei coniugi Prati, l’undicenne Liliana Del Monte, che, pur essendo stata ferita con tre pallottole al collo, al torace e alla spalla, riuscì a scampare alle fiamme saltando da una finestra. Nella caduta, da un’altezza di 5 metri, si spezzò una gamba, ma riuscì comunque a trascinarsi fino alla sponda del torrente Crostolo, dove rimase nascosta fino alla mattina, quando un soldato tedesco la intravide e la portò sul ciglio della strada. Qui venne rinvenuta e portata in ospedale dove venne curata.
Gli ospiti della locanda, sentendo gli spari provenire dalla casa vicina, si tranquillizzarono pensando che da lì a poco, i tedeschi, avendo già eliminato qualcuno, se ne sarebbero andati. Vennero invece fatti uscire e separati in due gruppi, dietro la casa e nel garage dell’albergo. Questi ultimi vennero trucidati a colpi di mitragliatrice, ricoperti da tronchi di albero e dati alle fiamme. Coloro che invece erano stati radunati dietro la locanda, vennero uccisi a colpi di pistola e bastonate, venendo poi arsi anche loro nel rogo creato.
Tra le vittime vi fu anche Piero Varini, un bambino di diciotto mesi che, consegnato dalla madre ai soldati tedeschi nella speranza venisse risparmiato, fu invece gettato nel fuoco ancora vivo.
Il gestore della locanda, Romeo Beneventi, riuscì a sopravvivere scappando da una finestra nel bagno del garage, dalla quale aveva già fatto fuggire il figlio e la moglie. Nella fuga venne colpito da un proiettile che gli trapassò la guancia. Riuscì tuttavia a mettere in salvo se stesso e la sua famiglia.
Un altro sopravvissuto all’eccidio, Paolo Magnani, si salvò nascondendosi nel solaio della locanda, visto il suo stato di renitente alla leva. Un soldato tedesco salì per controllare se ci fosse qualcuno presente, ma Magnani, essendosi ricavato un nascondiglio tra le cataste di legna, non venne notato. Aspettò finché si decise a fuggire dalla porta sul retro de La Bettola, corse fino a Montalto, dove venne ospitato presso la casa di amici. Il giorno successivo l’eccidio, venne a sapere che i suoi genitori, Giuseppe Magnani ed Emma Ronzoni, erano stati uccisi e i loro corpi bruciati insieme agli altri ospiti della locanda.

### Testimonianze
Secondo le dichiarazioni del gestore della locanda, Romeo Beneventi, dopo l’uccisione della famiglia Prati, la voce che infine ordinò il fuoco sui 32 avventori proveniva da un italiano. Questa testimonianza riporta alla luce la collaborazione, comprovata in altre stragi (Cervarolo e Legoreccio) tra fascisti repubblicani e nazisti, negli eccidi compiuti sulla popolazione inerme.
Magnani riferì anche di come le donne presenti, prima di essere uccise e arse nel rogo, vennero stuprate dai soldati.

## Monumenti e omaggi

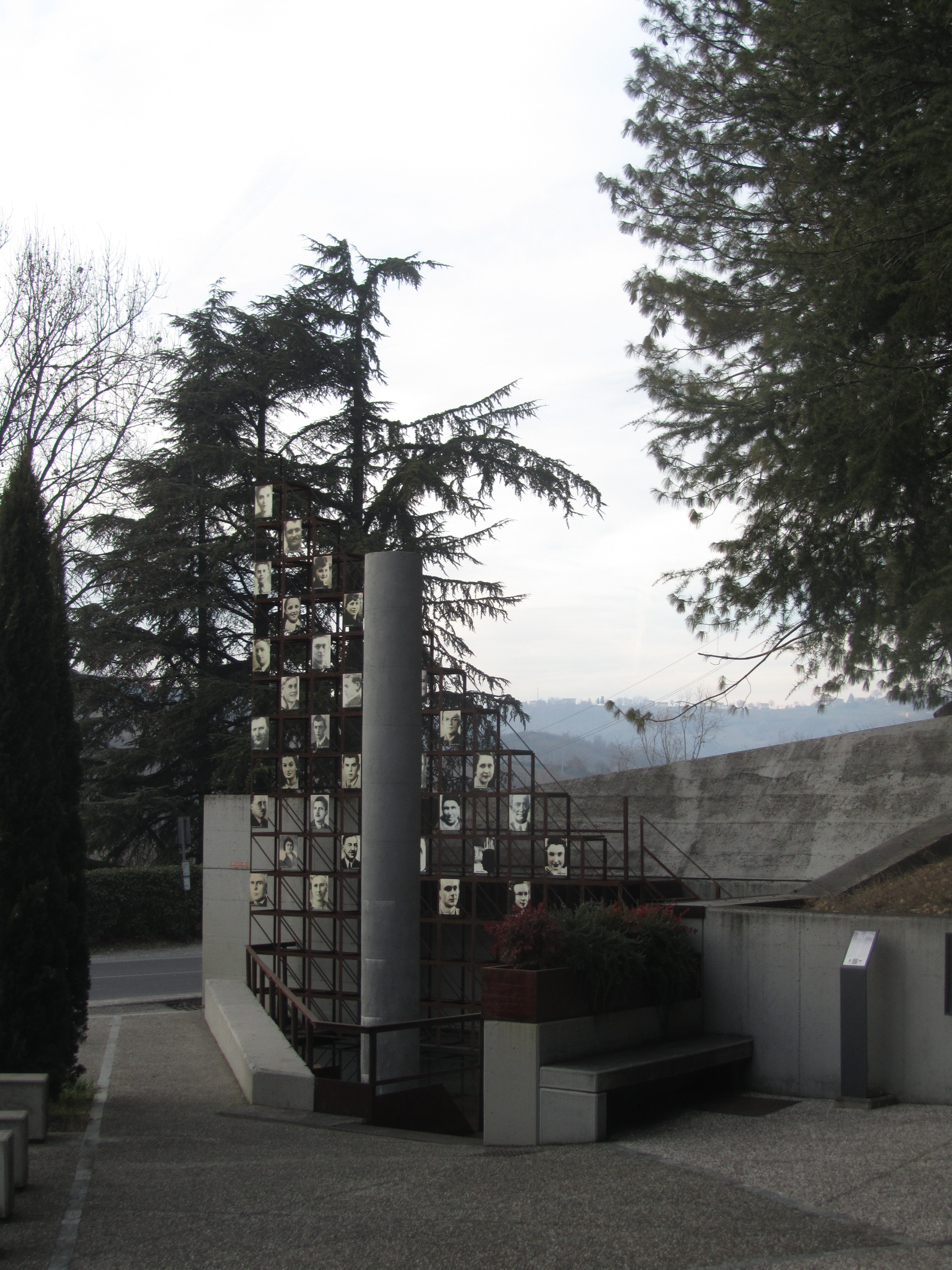
Monumento alle vittime dell'eccidio della Bettola.

Un primo monumento, ideato da Lino Balocchi e realizzato da Mario Baracchi, fu inaugurato nel giugno 1946 sul luogo della strage.
Nel 1985 fu commissionato nuovo monumento dall’amministrazione comunale di Vezzano. È stato realizzato da Paolo Gallerani, Luciano Aguzzoli e Nino Squarza. Consta “una serie di elementi astratti in grado di evocare la tragedia ma soprattutto di segnare fisicamente nel tempo uno spazio, un luogo della memoria“.
I comuni di Vezzano sul Crostolo e Reggio nell'Emilia hanno dedicato una strada.
A Enrico Cavicchioni, Pasquino Pigoni e Guerrino Orlandini il comune di Vezzano sul Crostolo ha dedicato una strada. A Cavicchioni e Pigoni è stata intitolata una via nella frazione reggiana di Codemondo. La piazza principale di Albinea, dimora estiva della famiglia Cavicchioni, è stata intitolata ad Enrico Cavicchioni.
La scuola materna di Cadelbosco di Sopra è stata intitolata nel 1974 a Piero Varini.

## Elenco delle vittime
- Ligorio Prati
- Felicita Prandi in Prati
- Marianna Prati ved. Manfredi
- Emore Fontani
- Pierino Spallanzani
- Bruno Fontanesi
- Argentina Carretti in Fontanesi
- Franca Fontanesi
- Franco Fontanesi
- Zelindo Barbieri
- Maria Lasagni in Barbieri
- Laura Barbieri
- Ettore Barbieri
- Gianni Barbieri
- Gino Varini
- Itala Riccò in Varini
- Walter Varini
- Alfreda Catellani in Varini
- Wilma Varini
- Piero Varini
- Giuseppe Magnani
- Emma Ronzoni in Magnani
- Igino Bonaccini
- Eurosia Braglia in Bonaccini
- Abramo Bonaccini
- Eva Bonaccini
- Giovanni Bonaccini
- Bruno Valcavi
- Francesco Balestrazzi
- Emma Marziani in Balestrazzi
- Basilio Castellari
- Tito Saccaggi

## Influenza culturale
- L'unica superstite, canzone dei Modena City Ramblers, contenuta nell'album La grande famiglia, raccontata da Liliana del Monte, cugina di secondo grado del fisarmonicista del gruppo Alberto Cottica, sopravvissuta alla strage[5].
- La rugiada di San Giovanni film diretto da Christian Spaggiari e scritto da Samanta Melioli[6].